# Tania Casttello
Tania Casttello é uma atriz brasileira de teatro, cinema e televisão, tendo sido indicada ao Prêmio Shell (2012) e vencido o Prêmio APCA (1994) e Prêmio Coca-Cola de Teatro (1999).

## Biografia
Tania Castello Veiga Innocêncio Cardoso, artisticamente conhecida como Tania Casttello iniciou sua carreira nos palcos em 1982. Trabalhou com importantes direitores como Antonio Petrin, Isa Kopelman e Jô Soares.
Possui graduação em Educação Artística Licenciatura Plena Habilitação pela Faculdade Paulista de Artes (2007) e é formada pela Escola de Arte Dramática de São Paulo (ECA-USP). 
Na televisão destacou-se como a vilã Alma Gonçalves da telenovela  Amigas & Rivais, além de ter participado de produções da TV Globo. 

## Filmografia

### Televisão
| Ano  | Título            | Personagem       | Notas                                |
| ---- | ----------------- | ---------------- | ------------------------------------ |
| 2014 | O Negócio         | Mãe de Yuri      | 3 episódios                          |
| 2014 | Milagres de Jesus | Amiga de Jéssica | Episódio: "Milagres à Beira do Mar   |
| 2013 | Chiquititas       | Angela Correia   |                                      |
| 2007 | Amigas & Rivais   | Alma Gonçalves   |                                      |
| 1999 | Sandy & Júnior    | Mercedes del Mar | Episódio: "Estrelas São Para Sempre" |
| 1995 | A Próxima Vítima  | —                | Participação                         |

### Cinema
| Ano  | Título                      | Personagem   |
| ---- | --------------------------- | ------------ |
| 1999 | Castelo Rá-Tim-Bum, o Filme | Avó do João  |
| 1999 | Por Trás do Pano            | Ruiva        |
| 1998 | Alô?!                       | Entrevistada |

## Teatro
- O Lago dos Cisnes (2022)
- Bate, Coração! (2018)
- A Invenção do Dr. Coppélius (2016)
- Trair e Coçar é Só Começar (2015-2022)
- Sit Down Drama! (2014)[4]
- As Aventuras de Dom Quixote (2013)
- Maria Miss (2012-2015)[5]
- O Libertino (2011)
- Sua Excelência, o Candidato (2007)
- A Outra Caixa de Pandora (2007)
- Assim com Rose - 3 Histórias de Mário de Andrade (2006)
- Jardim das Delícias (2005)
- Madame de Sade (2005)
- Romeu e Julieta (2002)
- Mata Hari (2001)
- Vô Doidim e os Velhos Batutas (1999)
- Cheque ou Mate (1998)
- Confusão Confusão Confusão (1994)
- Tamara (1992)
- Noite de Reis (1989)
- O Marinheiro (1988)
- Madame de Sade (1988)
- Álbum de Família (1987)
- Os Ciúmes de Um Pedestre ou Terrivel Capitão do Mato (1987)

## Prêmios e indicações
| Ano  | Associações                | Categoria              | Nomeações                     | Resultado | Ref.  |
| ---- | -------------------------- | ---------------------- | ----------------------------- | --------- | ----- |
| 1994 | Prêmio APCA                | Melhor Atriz Revelação | —                             | Venceu    |       |
| 1999 | Prêmio Coca-Cola de Teatro | Melhor Atriz           | Vô Doidim e os Velhos Batutas | Venceu    | [ 6 ] |
| 2012 | Prêmio Shell               | Melhor Atriz           | Maria Miss                    | Indicada  | [ 7 ] |